# Комел (Саона и Лоара)
Комел (фр. Comelle) насеље је и општина у источном делу централне Француске у региону Бургоња, у департману Саона и Лоара која припада префектури Отен.
По подацима из 2011. године у општини је живело 183 становника, а густина насељености је износила 8,05 становника/km². Општина се простире на површини од 22,73 km². Налази се на средњој надморској висини од 390 метара (максималној 446 m, а минималној 283 m).

## Демографија
| 1962. | 1968. | 1975. | 1982. | 1990. | 1999. | 2011. |
| ----- | ----- | ----- | ----- | ----- | ----- | ----- |
| 337   | 370   | 310   | 268   | 232   | 199   | 183   |

График промене броја становника у току последњих година